# Anxhela Peristeri
Anxhela Peristeri (Korçë, 24 de març del 1986) és una cantant albanesa.

## Biografia
Peristeri va començar la seva carrera musical als quinze anys, quan va participar en Festivali i Këngës, el festival de música més important d'Albània. El 2020 hi va participar de nou i va guanyar amb la cançó Karma. Representarà Albània amb aquesta cançó al Festival de la Cançó d'Eurovisió 2021, que se celebrarà a la ciutat neerlandesa de Rotterdam.